# InterCity Bornholm
InterCity Bornholm var en DSB intercity-togforbindelse fra Københavns Hovedbanegård til Ystad i Sverige. Toget stoppede på sin tur ved Københavns Lufthavn, Svedala og Skurup, hvorefter det holdt ved Ystad, blot 200 meter fra Færgeterminalen. Derudover passede togets ankomst med Hurtigfærgens afgang til Rønne på Bornholm, så man kunne skifte direkte til færgen.
Togene var af modellen Contessa, der også bliver brugt til Øresundstog. Til at begynde med var det IC3-tog, der servicerede ruten, men efter at man elektrificerede et vendespor ved Fosieby, kunne man bruge Øresundstogsæt i stedet for, der har en højere kapacitet end IC3 og også kan bruge svensk kørestrøm. Toget afgik fra Københavns Hovedbanegård flere gange om dagen, hovedsageligt fra spor 26, der ligger 5-10 minutter fra de øvrige spor. Toget anvendtes især meget op i løbet af foråret og starten af sommeren, hvor titusinde af skoleelever rundt omkring i Danmark tager til Bornholm. Toget kørte dog også med almindelige passagerer. InterCity Bornholm kørte året rundt.
InterCity Bornholm blev etableret i forbindelsen med åbningen af Øresundsbroen i 2000, der gjorde det muligt at køre tog direkte mellem Danmark og Sverige uden brug af færger.
Grundet færgeforliget vedrørende den fremtidige betjening af Bornholm fra 2014 blev det besluttet fra politisk hold, at ruten skulle nedlægges med virkning fra køreplansskiftet 2017/18. Det betød, at sidste afgang med InterCity Bornholm var 9. december 2017. Det er dog stadig muligt at købe en DSB-billet til hele turen fra København H til Rønne. I stedet for direkte tog benyttes det ordinære Øresundstog til Malmö (stationerne Malmö C, Triangeln eller Hyllie), hvor der skiftes til det lokale Pågatåg videre mod Ystad. Rejsetiden er dermed blevet forlænget med cirka seks minutter fra Ystad og lidt over en halv time fra København.

## Togets faciliteter
| Facilitet                       | Angivelse |
| ------------------------------- | --------- |
| DSB First                       | Ja        |
| Familiezone                     | Nej       |
| Stillezone og mobilfrit område  | Ja        |
| Mulighed for at reservere plads | Ja        |
| Toiletter                       | Ja        |
| Cykel og Barnevognsplads        | Ja        |
| Rygezone/plads                  | Nej       |
| Stikkontakt (230 v)             | Ja        |
| Kørestolspladser                | Ja        |
| Dyrefrit område                 | Ja        |
| Drikkeautomater                 | Ja        |